# Monte Cofano
Monte Cofano is een berg aan de westkust van Sicilië (provincie Trapani), iets ten noorden van Custonaci. De hoogte is 659 m.
Een gebied met een oppervlakte van 537,5 ha is een natuurreservaat (Riserva naturale orientata Monte Cofano).